# IFUSCO
Międzynarodowa Studencka Konferencja Ugrofinistyczna, IFUSCO (ang. International Finno-Ugric Students’ Conference) – coroczna międzynarodowa konferencja dla studentów ugrofinistyki. Organizowana jest w miastach, w których można studiować ugrofinistykę na uczelni państwowej.

## Cel
Głównym celem IFUSCO jest ułatwienie studentom ugrofinistyki z różnych uczelni nawiązania kontaktu i uczenia się od siebie nawzajem. Na początku było to niewielkie zgromadzenie, które dawało uczestnikom możliwość wymiany informacji. W pierwszym IFUSCO wzięło udział 26 uczestników z Holandii (Groningen) i Niemiec (Getynga, Hamburg). Od tego czasu IFUSCO przekształciło się w konferencję, na której studenci są zarówno referentami, jak i słuchaczami. W 29. edycji wzięło udział 230 studentów z ośmiu krajów europejskich, między innymi z Holandii, Węgier, Finlandii i Niemiec, oraz z ugrofińskich regionów Rosji takich jak Mari El, Karelia czy Udmurcja. Odbyło się 86 referatów w ośmiu kategoriach, w tym ekologia i ekonomia, literatura i etnografia. W konferencji mogą uczestniczyć nie tylko przedstawiciele narodów ugrofińskich, ale również studenci i pasjonaci ugrofinistyki.

## Historia
Pierwsza edycja została zorganizowana w 1984 roku w Getyndze przez tamtejszych studentów ugrofinistyki, żeby ułatwić kontakt ze studentami tego kierunku z innych uczelni. Od tego czasu odbyły się 32 edycje (w 2001 roku konferencji nie zorganizowano). Poniżej znajduje się lista miejsc i terminów dotychczasowych edycji:

## Konferencje
1. Getynga 25–27 maja 1984[1]
2. Hamburg 1985[4]
3. Groningen 1986[5]
4. Budapeszt 24–28 maja 1987[6]
5. Helsinki 22–26 maja 1988[7]
6. Wiedeń 14–18 maja 1989[8]
7. Tartu 1990[9]
8. Greifswald 19–23 maja 1991[10]
9. Monachium 1992[11]
10. Praga 1993[12]
11. Poznań 1994[11]
12. Segedyn 1995[12]
13. Hamburg 24–28 kwietnia 1996[13]
14. Turku 20–24 maja 1997[14]
15. Pecz 20–25 maja 1998[15]
16. Syktywkar 10–14 maja 1999[16]
17. Tallinn 3–7 sierpnia 2000[17]
18. Helsinki 11–15 września 2002[18]
19. Syktywkar 24–26 września 2003[19]
20. Budapeszt 3–8 maja 2004[20]
21. Iżewsk 12–15 maja 2005
22. Joszkar-Oła 12–15 maja 2006[21]
23. Sarańsk 15–19 maja 2007[22]
24. Helsinki 14–18 maja 2008[23]
25. Pietrozawodsk 14–16 maja 2009[24]
26. Kudymkar 14–16 maja 2010[25]
27. Budapeszt 9–11 maja 2011[26]
28. Tartu 8–11 maja 2012[27]
29. Syktywkar 6–8 maja 2013[28]
30. Getynga 2014[29]
31. Pecz 16–18 kwietnia 2015[30]
32. Helsinki 15–18 września 2016[31]
33. Warszawa 18–22 września 2017
34. Tartu 2–5 maja 2018